# Podvrtnutí kotníku

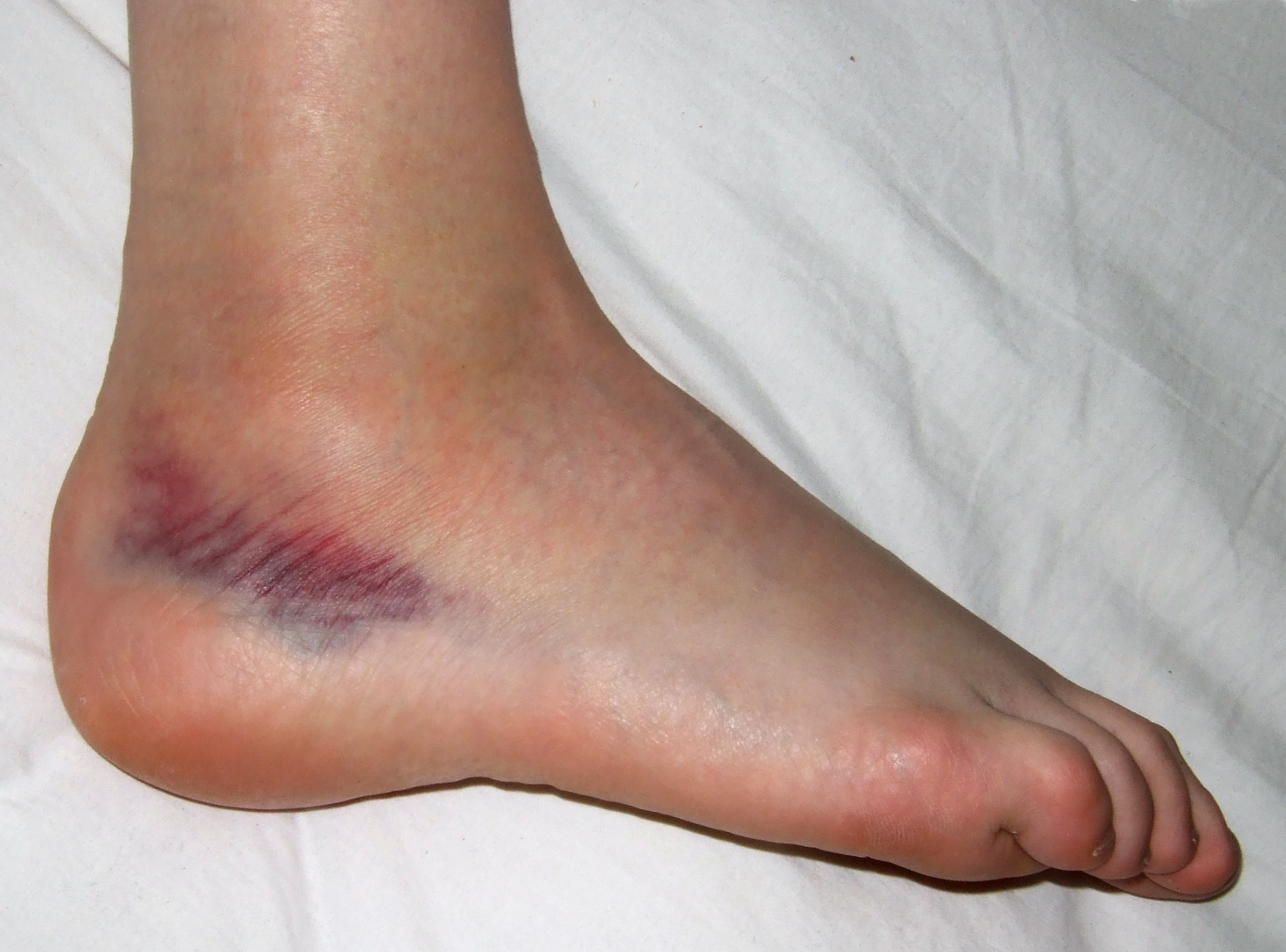
Mírně podvrtnutý kotník, dva dny po úrazu

Podvrtnutí kotníku (distorze, vymknutí, výron, vyvrtnutí) patří k nejčastějším zraněním, zvláště mezi sportovci. Může však postihnout každého. Velmi časté jsou recidivy (opakované podvrtnutí v důsledku nekvalitního zhojení původního poranění), vyskytují se ve více než 40 % případů.
Při podvrtnutí kotníku dochází k poškození vazů. Vazy mohou být nataženy, částečně natrženy nebo úplně přetrženy. Podle toho se rozlišují 3 stupně závažnosti podvrtnutí kotníku:
1. stupeň: vazy jsou natažené, funkce kotníku je mírně zhoršená
2. stupeň: vazy jsou částečně natržené, funkce kotníku je narušená
3. stupeň: vazy jsou úplně přetržené, funkce kotníku je vážně narušená

## Symptomy
Podvrtnutí kotníku se projeví náhlou bolestí iniciovanou úrazem, dále otokem, v závažnějších případech i krevním výronem. Postižený je schopen jen omezené zátěže poraněného kloubu.

## Možnosti léčby
Základem léčby podvrtnutí kotníku jsou tzv. zásady RICE (Rest, Ice, Compression, Elevation)
- Klid (Rest) – Zraněná noha by se neměla zatěžovat.
- Ledování (Ice) – 3krát denně vždy na 15–20 minut připevňujeme ke kotníku chladicí médium (např. ledovou tříšť v plastovém sáčku či zmraženou zeleninu).
- Komprese (Compression) – Ke stažení kotníku se používá elastický obvaz. Délka používání je úměrná závažnosti zranění.
- Zvednutí (Elevation) – Jako u předchozích dvou bodů má vyvýšená poloha kotníku za následek omezení tvorby otoku. Kotník by se měl nacházet ve vyšší pozici než srdce.

Další variantou léčby podvrtnutí kotníku je užití injekcí kyseliny hyaluronové (komerčně se prodávají ve formě 1% roztoku hyaluronátu sodného ve fosfátem pufrovaném fyziologickém roztoku), které se aplikují k poškozeným vazům. Tato terapie snižuje bolest a umožňuje rychlejší návrat k plné zátěži.